# Vrbica (gmina Podgorica)
Vrbica (cyr. Врбица) – wieś w Czarnogórze, w gminie Podgorica. W 2011 roku liczyła 90 mieszkańców.